# Закман, Берт
Берт За́кман (нем. Bert Sakmann; род. 12 июня 1942, Штутгарт, Германия) — немецкий физиолог, лауреат Нобелевской премии по физиологии и медицине 1991 года вместе с Эрвином Неэром «за открытия, касающиеся функций одиночных ионных каналов в клетках» и разработку метода локальной фиксации потенциала. 
Профессор; занимал пост исполняющего обязанности директора Института медицинских исследований Общества Макса Планка в Гейдельберге (в настоящее время — почётный научный сотрудник). Занимался преподаванием в Гейдельбергском университете.
Член Германской академии естествоиспытателей «Леопольдина» (1993), иностранный член Национальной академии наук США (1993), иностранный член Лондонского королевского общества (1994).

## Награды и признание
- 1979 — Feldberg-Preis[нем.]
- 1983 — Премия Олдена Спенсера[англ.]
- 1984 — Adolf-Fick-Preis[нем.]
- 1986 — Премия Луизы Гросс Хорвиц
- 1987 — Премия имени Лейбница
- 1988 — Louis-Jeantet Prize for Medicine[англ.]
- 1989 — Международная премия Гайрднера
- 1990 — Ernst-Hellmut-Vits-Preis[нем.]
- 1991 — Нобелевская премия по физиологии и медицине
- 1991 — Премия Ральфа Джерарда[нем.]
- 1991 — Landesforschungspreis Baden-Württemberg[нем.]
- 1991 — Премия Харви
- 1991 — Медаль Каруса[нем.]
- 2006 — Erasmus Medal[нем.]
- 2015 — Почётная медаль острова Эллис[6]

## Общественная деятельность
В 2016 году подписал письмо с призывом к Greenpeace, Организации Объединенных Наций и правительствам всего мира прекратить борьбу с генетически модифицированными организмами (ГМО) .